# Норбер Кастере
Норбер Кастере (фр. Norbert Casteret) (19 серпня 1897 — 20 липня 1987) — французький дослідник печер, спелеолог.

## Біографія
Народився 1897 року в сім'ї адвоката. До 8 років жив у своєму рідному селі Сен-Марторі, в департаменті Верхня Гаронна, у передгір'ях Піренеїв. Потім з сім'єю переїхав до міста Тулуза. Уперше він спустився під землю у віці 5 років. А в 11 почав подорожувати підземними лабіринтами.
Вісімнадцятирічним, в 1915 році Кастере вступив добровольцем в артилерійський полк. На війні був серйозно поранений.
Після Першої світової війни Норбер Кастере продовжив освіту в університеті Тулузи, на юридичному факультеті.
У 1922 році Кастере відкрив у печері Монтеспан (Північні Піренеї) різьблені і скульптурні зображення епохи палеоліту.
У 1924 році Норбер Кастере одружився з дівчиною на ім'я Елізабет. У пари було 5 дітей.
До 1960 року Норбером Кастере було досліджено понад півтори тисячі печер.
Помер Норбер Кастере в 1987 році.